# Odznaka Młodzieżowa Drużyna Pożarnicza
Odznaka Młodzieżowa Drużyna Pożarnicza – odznaczenie nadawane przez prezydium zarządu gminnego (równorzędnego) Związku Ochotniczych Straży Pożarnych RP.
Odznaka ta jest wyróżnieniem nadawanym za aktywną działalność w drużynie MDP działającej przy Ochotniczej Straży Pożarnej. 
Odznaka posiada trzy stopnie:
- I stopień - brązowa
- II stopień - srebrna
- III stopień - złota

## Zasady nadawania
Odznakę "Młodzieżowa Drużyna Pożarnicza" prezydium zarządu gminnego ZOSP RP nadaje:
- członkom Ochotniczych Straży Pożarnych,
- członkom Młodzieżowych i Harcerskich Drużyn Pożarniczych,

- z własnej inicjatywy lub na wniosek zarządu OSP
Osoba wyróżniona otrzymuje odznakę i legitymację, potwierdzającą jej nadanie.
Podczas nadawania odznak kolejnego stopnia zachowane powinny być okresy oraz spełnione następujące warunki:
- odznaka I stopnia może zostać nadana po złożeniu ślubowania oraz posiadaniu minimum rocznego stażu w drużynie,
- odznaka II stopnia może zostać nadana po upływie co najmniej dwóch lat od uzyskania odznaki pierwszego stopnia ,
- odznaka III stopnia może zostać nadana po upływie co najmniej dwóch lat do uzyskania odznaki drugiego stopnia.

Członkom MDP w wieku 17 – 18 lat po złożeniu ślubowania i co najmniej półrocznym okresie wykonywania funkcji instruktorskich w szkoleniu drużyny można nadać brązową odznakę MDP.
Złota odznaka MDP mogła być przyznawana ustanowionym przez zarządy OSP opiekunom MDP lub działaczom Związku OSP RP będącym członkami komisji ds. młodzieży zarządów oddziałów Związku OSP RP wszystkich szczebli – posiadającym co najmniej trzyletni staż działalności w takim charakterze. Z aktualnego regulaminu odznaczeń obowiązującego o 1 stycznia 2019 roku wycofano ten zapis. 

## Opis odznaki
Odznaka „Młodzieżowa Drużyna Pożarnicza” ma formę toporka strażackiego. W części przeciwległej do ostrza toporka znajduje się napis „OSP”, po prawej stronie wkomponowany jest czerwony trójkąt. U dołu znajduje się napis „Młodzieżowa Drużyna Pożarnicza”. Odznaka brązowa, srebrna, złota wykonana jest z metalu odpowiedniego koloru.
Odznaka nie posiada baretki.